# En julgäst (novell)
En julgäst  är historien om en musiker med alkoholproblem som inte är välkommen någonstans på julafton. Novellen skrevs av Selma Lagerlöf 1894 och ingår i novellsamlingen "Osynliga länkar".

## Handling
I början av berättelsen lär vi känna Lille Ruster. Han är en musiker som var populär i sin ungdom men blivit alltför förtjust i spriten. Nu, när han är äldre, har han svårt att försörja sig. Det är bara genom att spela flöjt och skriva av noter som han klarar livhanken och det sker genom att han går från gård till gård och stannar några dagar. Hans smutsiga utseende och dåliga lukt gör att många helst inte vill ha besök av honom.
När julen närmar sig besöker han gården Lövdala, där Liljekrona bor. De är gamla vänner och han har alltid blivit mottagen där. Gårdsfolket gillar inte hans besök och på julafton övertalar de Liljekrona att släppa iväg Ruster då Ruster själv vill bevisa att han är välkommen överallt. 
Ruster åker från gård till gård utan att släppas in, samtidigt som Liljekrona drabbas av dåligt samvete för det han gjort mot sin gamle vän och stämningen blir inte bra under julaftonen på Lövdala.
Slutligen ger Ruster upp och återvänder till Lövdala. Han blir mottagen av Liljekronas fru som sätter honom att passa familjens två små barn. Ruster är ovan vid barn men lär dem grunderna i alfabetet genom att leka med dem, något Liljekronas fru uppmärksammar. Hon lockar ut sin man som blir glad av att se sin gamle vän på julen och frun erbjuder Ruster tjänst som lärare i huset.
Så slutar julen lyckligt.

## Karaktärer
Huvudpersonen är lille Ruster. Vi lär känna honom som en lättirriterad person som har höga tankar om sig själv i början av berättelsen men som blir ödmjuk innan slutet. Han är inte noga med hygienen och har svårt att hålla kläderna hela och rena, men han har goda kunskaper inuti sitt huvud.
Liljekrona är den andra huvudpersonen. Man förstår genom berättelsen att han och Ruster blev vänner i ungdomen när de vandrade längs vägarna tillsammans. Sedan dess har det gått mycket bättre för Liljekrona.
Slutligen lär vi känna Liljekronas hustru som visar sig vara en god kvinna trots att hon i början är avigt inställd till att ha Ruster i huset.